# Prodigiosa: Les aventures de Ladybug i Gat Noir
Prodigiosa: Les aventures de Ladybug i Gat Noir (títol original: Miraculous, les aventures de Ladybug et Chat Noir) és una sèrie d'animació CGI francesa, japonesa i coreana; coproduïda per Zagtoon, Toei Animation, Method Animation i SAMG Animation i associada a empreses internacionals com SK Broadband a Corea del Sud i De Agostini a Itàlia. És distribuïda per PGS Entertainment, tenint al Bandai com a soci principal per a la producció de joguines.
La sèrie es va estrenar l'1 de setembre de 2015 a Corea a través del canal EBS amb el títol de Ladybug. A França es va estrenar el 27 octubre de 2015 a través del canal TF1. A Catalunya es va estrenar el 17 de setembre de 2016 al Canal Super3. Al País Valencià es va estrenar el 18 d'abril de 2025 al bloc de La Colla d'À Punt.

## Argument
La Marinette i l'Adrien són dos estudiants de secundària amb una característica que els diferencia dels altres adolescents: són superherois amb súper habilitats! La Marinette es transforma en Ladybug i l'Adrien esdevé el Gat Noir. Tots dos tenen una missió important entre mans: protegir els ciutadans de París de les urpes del mal. Per a això, hauran de capturar els akuma, les criatures fosques que el misteriós super-malvat Esfinx (Le Papillon a França) crea amb la intenció d'apoderar-se dels seus prodigis (poders que els atorguen) la màxima força.
Per acabar-ho d'adobar, Ladybug i el Gat Noir formen un duo perfecte pel que fa a salvar el món perquè no coneixen la veritable identitat de l'altre. La Marinette no té idea que sota la disfressa del Gat Noir es troba l'Adrien, el seu amor platònic, i, de la mateixa manera, l'Adrien no sap que el seu amor secret, Ladybug, és en realitat la Marinette. A més, la Chloé, una de les companyes de classe de tots dos, farà la vida impossible a la Marinette i intentarà sortir amb l'Adrien a qualsevol preu valent-se de l'ajuda de la seva millor amiga, la Sabrina.

## Repartiment de veu[8][9]
| Personatge             | Francès           | Català central                                                                   | Valencià          |
| ---------------------- | ----------------- | -------------------------------------------------------------------------------- | ----------------- |
| Marinette Dupain-Cheng | Anouck Hautbois   | Elisabet Bargalló                                                                | Majo Montesinos   |
| Adrien Agreste         | Benjamin Bollen   | Àlex de Porrata                                                                  | Jorge Tejedor     |
| Luka Couffaine         | Maxime Baudouin   | Héctor García                                                                    | Sense identificar |
| Tikki                  | Marie Nonenmacher | Núria Doménech                                                                   | Majo Montesinos   |
| Plagg                  | Thierry Kazazian  | Jaume Costa                                                                      | Jorge Tejedor     |
| Mestre Fu              | Paul St. Peter    | Francesc Rocamora                                                                | Sense identificar |
| Gabriel Agreste        | Antoine Tomé      | Jaume Costa (Gabriel Agreste només a la 1a temporada) Jordi Salas (com a Esfinx) | Jorge Tejedor     |
| Alya Césaire           | Fanny Bloc        | Maria Romeu                                                                      | Joana Giner       |
| Nino Lahiffe           | Alexandre Nguyen  | Marc Gómez Xavier Castañer (a partir de la 3a temporada)                         | Pau Ferrer        |
| Chloé Bourgeois        | Marie Chevalot    | Mònica Padrós                                                                    | Sílvia Tarín      |
| Nathalie Sancoeur      | Marie Chevalot    | Núria Doménech                                                                   | Sense identificar |

## Producció

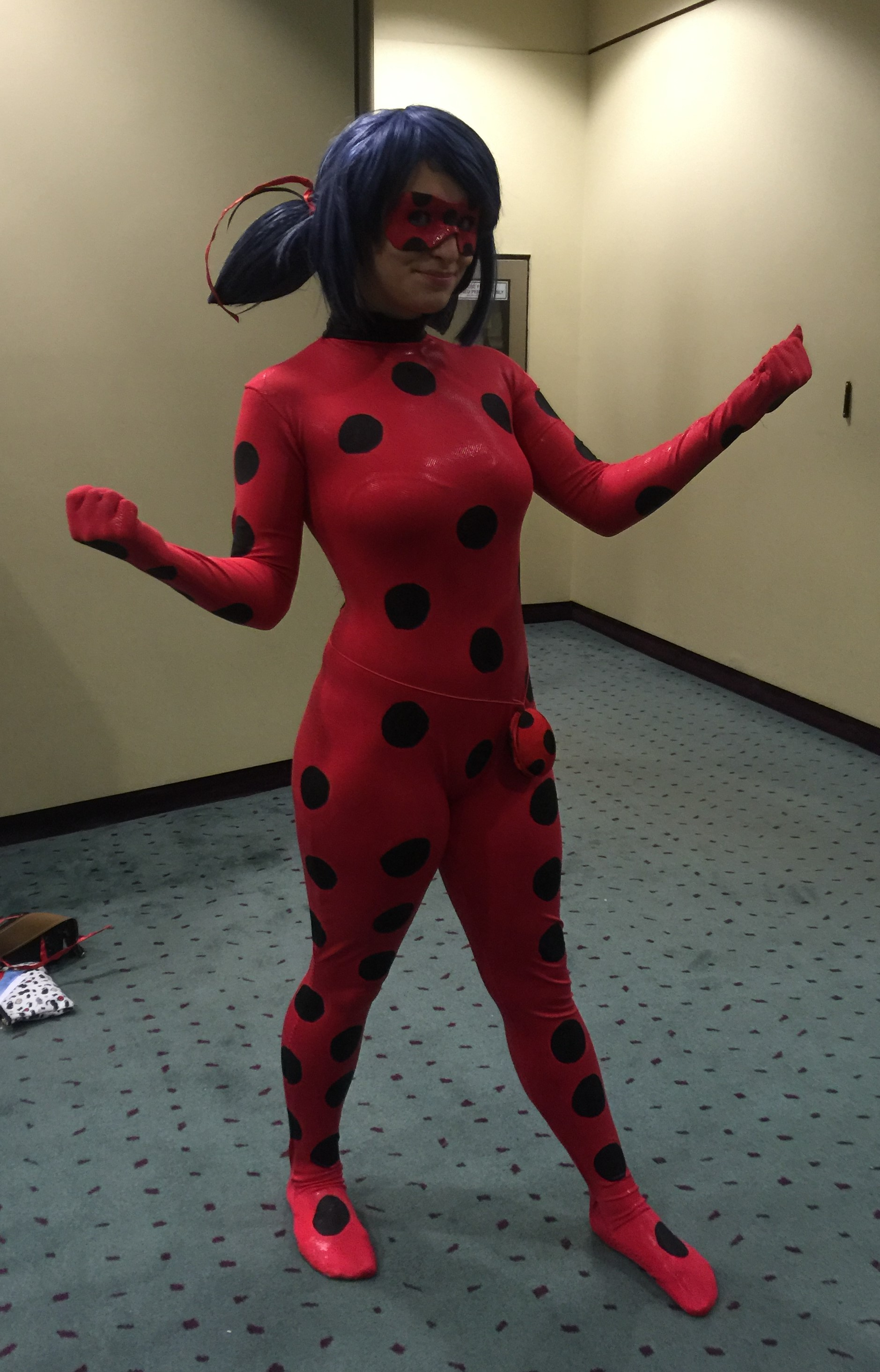
Noia vestida de Ladybug

La sèrie està basada en un concepte original creat per Thomas Astruc. Toei Animation va publicar un vídeo promocional de la idea original el 2012, abans que un nou tràiler a l'octubre de 2013 revelés que havia estat redissenyada en CGI. El modelatge i l'animació són produïts per SAMG Animation a Corea del Sud.
El concepte original tractava amb temes polítics orientats a un públic adolescent i d'adults joves, però després de fallar a atreure l'atenció de les cadenes televisives, va ser reestructurat per a una audiència més jove.
El 20 de novembre de 2015, Jeremy Zag (co-productor de la sèrie) va anunciar públicament que la sèrie comptaria amb una segona i tercera temporada.

## Personatges

### Principals
- Marinette Dupain-Cheng / Ladybug

La Marinette és una adolescent que somia en convertir-se en una dissenyadora de moda. Es transforma en la superheroïna Ladybug amb l'ajuda del seu Kwami, la Tikki, per defensar París juntament amb el seu company d'equip el Gat Noir. És dolça, alegre i una mica tímida, però respectada pels seus companys de classe. Està enamorada de l'Adrien, per la qual cosa actua de manera maldestra en parlar amb ell, però d'una manera molt valenta quan està transformada en Ladybug. Físicament la Marinette és prima, una mica voluptuosa i d'una alçada mitjana amb un cabell d'un to negre atzabeja que sempre porta recollit en dues cuetes curtes, té grans ulls de color blau cel i un somriure molt contagiós que la fa veure molt adorable. Ladybug té el poder de crear i pot alliberar les persones que són controlades pels akumes. Posseeix una gran velocitat i agilitat i té com a arma una mena de io-io màgic, al que controla com si fos una tercera mà i que resulta ser una gran arma d'atac. En dir Lucky Charm (Amulet de la sort) rep un objecte útil que l'ajuda quan la situació ho demana.
- Adrien Agreste / Gat Noir (Chat Noir a la versió original)

L'Adrien compagina la seva vida d'estudiant amb el seu treball com a model a la companyia de roba que lidera el seu pare, en Gabriel Agreste. Es transforma en el superheroi Gat Noir amb l'ajuda del seu Kwami, en Plagg, per defensar París juntament amb la seva companya d'equip Ladybug. L'Adrien és un noi amable i popular, i sovint passa l'estona amb el seu millor amic en Nino. Prové d'una família adinerada i per això té una vida una mica estressant, ja que el seu pare està més centrat en la feina que en ell i això normalment el deprimeix a vegades; a això li cal sumar el fet que la seva mare està desapareguda, però així i tot, manté una actitud positiva per no preocupar als altres. Ell està completament enamorat de Ladybug i per això vol descobrir qui és ella en realitat. Quan es transforma en Gat Noir, l'Adrien adopta una personalitat més liberal, ja que es treu de sobre les seves responsabilitats i sota la màscara pot ser qui realment és, una persona atrevida i bromista. El Gat Noir sol ser molt coqueta amb Ladybug i no es rendeix en els seus intents de conquistar-la, i no dubta en defensar Ladybug quan la situació ho demana, demostrant que està disposat a arriscar la seva vida per ella. El poder del Gat Noir es basa en destruir tot el que toca quan diu Cataclisme, que aquest sempre apareixerà a la seva mà dreta. Posseeix una agilitat i una velocitat increïble, és capaç de lluitar cos a cos a nivell professional amb un bastó de metall que es pot allargar i fer servir com espasa, també serveix per contactar Ladybug i saber-ne la seva ubicació. L'Adrien té l'aspecte d'un jove atractiu de la seva edat, té el cabell ros i uns grans ulls verds, és d'estatura una mica alta i prima, però tonificada.
- Tikki

És el Kwami de la Marinette. Quan es fusiona amb les arracades màgiques de la Marinette, pot transformar-la en Ladybug. Sempre ajuda la Marinette quan és una noia normal o com a Ladybug. Li dona consells, com animar-la a parlar amb l'Adrien o dient-li com pot salvar París. Ha demostrat ser molt amigable i simpàtica, afalagadora i gentil. El seu aspecte és com el d'una marieta, amb un punt negre en el seu cap i tot el seu cos de color vermell. Té antenes i té els ulls de color blau clar
- Plagg

És el Kwami de l'Adrien. Quan es fusiona amb l'anell màgic de l'Adrien, pot transformar-lo en Gat Noir. Al contrari que la Tikki, és despreocupat i mandrós i sempre vol menjar formatge, especialment el seu preferit, el Camembert. Encara que de vegades demostri poc interès en els assumptes de l'Adrien, després demostra cert afecte per ell. El seu aspecte és igual al d'un gat negre, té orelles, bigotis i uns ulls verd brillants, i com sempre, el seu cap és més gran que el seu cos, el qual és molt petit.
- Esfinx (Papillon a la versió original)

És el dolent principal de la sèrie. Un misteriós home que posseeix el poder de convertir els ciutadans en super-dolents amb els seus akumes, papallones fosques corrompudes amb la seva màgia. Acostuma a escollir persones que en aquell moment senten tristesa o ira i aprofita l'ocasió per enganyar-los. Permet que aquesta persona pugui venjar-se'n, però a canvi, el super-malvat ha de buscar Ladybug i el Gat Noir i robar-los els Prodigis. A la segona temporada es descobreix que és el pare de l'Adrien.

### Secundaris
- Alya Césaire / Guineu Roja (Rena rouge a la versió original)

És la millor amiga de la Marinette. Té un blog anomenat "Ladyblog" on es dedica a publicar tota classe de notícies sobre Ladybug, sense saber que en realitat és la seva millor amiga. A causa d'un akuma és coneguda com a Lady Wifi una súper-malvada. Encoratja la Marinette a anar més lluny en la seva comunicació amb l'Adrien, de vegades fins i tot és ella qui en pren la iniciativa. És una noia alegre, una mica imprudent i sempre disposada a ajudar els seus amics. Pel que sembla ella després arriba a tenir sentiments cap en Nino, el millor amic de l'Adrien, després d'una confusió. A partir de la segona temporada de la sèrie durant alguns episodis es transforma en la Guineu Roja. El seu kwami es diu Trixx.
Luka Couffaine / Escurçó (Vipérion a la versió original)
És el germà gran de la Juleka i és un nou estudiant a l'institut a partir de la segona temporada de la sèrie. Té els cabells negres i blaus i els ulls blau cel. Porta les ungles de color negre. La seva roba consisteix d'una samarreta blanca, de texans, una dessuadora i vambes. També té un anell al dit anular. Coneix la Marinette a l'episodi "Capitana Hardrock" Com sempre, la Marinette es posa nerviosa i comença a tartamudejar. Ell l'empipa i se'n riu però li regala una pua de guitarra d'en Jagged Stone (es descobreix que comparteixen interessos musicals). El Luka li diu que és una noia graciosa. Després l'Alya descobreix que la Marinette s'hi interessa i la molesta. El Luka li diu que és increïblement valenta i la Marinette es posa tota vermella. A partir de l'episodi "Desperada", de la 2a temporada, es transforma en l'Escurçó. El seu kwami es diu Sass.
- Kagami Tsurugi / Ryuko

Apareix per primer cop a la segona temporada com una nova estudiant a l'institut François Dupond i és d'ascendència japonesa. Es fa amiga de l'Adrien i tenen classes d'esgrima conjuntes. Ella està interessada de manera romàntica en l'Adrien, això la fa la rival amorosa de la Marinette. Ha estat akumatitzada dos cops: a "Resposta" i a "L'Oni-chan". A partir de l'episodi "Ikari Gozen" de la tercera temporada es pot transformar en la superheroina Ryuko. El seu kwami es diu Longg.
- Nino Lahiffe / Cuirassa (Carapace a la versió original)

És el millor amic de l'Adrien. És un noi bastant despreocupat i infantil, tracta d'ajudar el seu amic a portar les seves responsabilitats com a model el més lleugerament possible. Pel que sembla és una persona que li agrada bastant filmar curtmetratges. En el segon episodi és atacat per un akuma i es transforma en el Bombollador perquè l'Adrien no té una festa d'aniversari per culpa del seu pare. Aquest fica als adults en una bombolla i els fa anar cap amunt. A l'episodi "Animan" es mostra que té un cert interès per la Marinette, però al final ell mateix s'adona que té més coses en comú amb l'Alya, la millor amiga de la Marinette. A partir de la segona temporada de la sèrie durant alguns episodis es transforma en el superheroi Cuirassa. El seu kwami es diu Wayzz
- Tom i Sabine Dupain-Cheng

Són els pares de la Marinette. Tots dos posseeixen un forn que se situa sota de la seva casa. En Tom és un home francès fort apassionat amb la fleca i li encanta jugar als videojocs amb la seva filla. La seva dona, la Sabine, és una dona xinesa de baixa estatura que s'encarrega d'atendre els clients del forn, sempre mostrant el seu amor i afecte cap als altres.
- Gabriel Agreste / Esfinx (Papillon a la versió original)

És el pare de l'Adrien, un famós dissenyador de moda. Utilitza el seu fill com a model principal per a totes les seves revistes i anuncis publicitaris de la seva marca. Està massa ocupat amb la seva feina, de manera que no té gaire temps per passar l'estona amb el seu fill. L'Esfinx és la seva identitat secreta.
- Nathalie Sancoeur / Mayura

És l'ajudanta del Gabriel Agreste. La seva identitat és la Mayura, una supermalvada que converteix les plomes en amoks per crear sentimonstres
- Chloé Bourgeois / Reina abella (Queen bee a la versió original)

Companya de classe de la Marinette i l'Adrien, i la filla de l'alcalde de París. És la típica noia popular, adinerada i vanitosa de l'escola. Té interès per l'Adrien, creient que l'amor és mutu, cosa que és no és així, ja que no té bona relació amb molts dels seus companys. A vegades competeix amb la Marinette quan es tracta d'aconseguir l'amor de l'Adrien. Egoista i cruel, mai no demana disculpes pels seus mals actes. Moltes vegades utilitza a les persones perquè facin el que ella vulgui, sent el seu major blanc la Sabrina. Tot i que es comporta malament amb la Marinette, és una gran admiradora de Ladybug. A partir de la segona temporada de la sèrie durant alguns episodis es transforma en una superheroïna anomenada Reina abella. El seu kwami es diu Pol·len.
- Sabrina Raincomprix

La millor amiga de la Chloé. És una noia dolça i amable, però una mica feble emocionalment. Segons ella, des de primària que li fa tots els deures a la Chloé, i amb això aconsegueix la seva amistat. Tendeix a acompanyar-la en els seus intents de conquistar l'Adrien o quan competeix amb la Marinette.
- Max Kanté / Pegàs (Pégaze a la versió original)

És molt intel·ligent i és el setciències de la classe. És amic del Kim. A l'episodi "Gamer" l'Esfinx l'akumatitza en un supermalvat que controla un gran robot de lluita. A l'episodi "Robustus" crea el robot Markov 2.0 que l'ajudarà i es fa amic seu. A partir de l'episodi "Startrain", de la 3a temporada, es transforma en el Pegàs. El seu kwami es diu Kaalki.
- Lê Chiến Kim / Rei Simi (Roi Singe a la versió original)

És un alumne de la classe de la senyoreta Bustier. És segur de si mateix i és un gran competidor. Té una gran habilitat atlètica a més de saber nedar molt bé. És amic d'en Max i rival de l'Alix. N'estava de la Chloé però a "El Desamorós" descobreix que té males intencions. No se sap gaire bé si encara n'està enamorat. A partir de l'episodi "L'Aixafaguitarres" de la 3a temporada es transforma en el Rei Simi. El seu kwami es diu Xuppu. La seva arma és un Riyu Jingu Bang (un bastó) i Caos és el seu poder especial, que li permet fer que el superpoders dels malvats funcionin malament.

## Llista d'episodis
| Temporada | Temporada | Nombre d'episodis | Nombre d'episodis | Emissió original       | Emissió original       | Emissió a Catalunya    | Emissió a Catalunya    |
| Temporada | Temporada | Nombre d'episodis | Nombre d'episodis | Primera emissió        | Darrera emissió        | Primera emissió        | Darrera emissió        |
| --------- | --------- | ----------------- | ----------------- | ---------------------- | ---------------------- | ---------------------- | ---------------------- |
|           | 1         | 26                | 26                | 19 d'octubre de 2015   | 30 d'octubre de 2016   | 17 de setembre de 2016 | 22 d'octubre de 2016   |
|           | 2         | 26                | 26                | 11 de desembre de 2016 | 18 de novembre de 2018 | 16 de desembre de 2017 | 23 de desembre de 2018 |
|           | 3         | 26                | 26                | 14 d'abril de 2019     | 8 de desembre de 2019  | 21 d'octubre de 2019   | 19 de novembre de 2019 |
|           | 4         | 26                | 26                | 11 d'abril de 2021     | 13 de març de 2022     | 23 de desembre de 2021 | 17 de desembre de 2022 |
|           | 5         | 27                | 27                | 24 d'octubre de 2022   | 1 de novembre de 2023  | 30 d'abril de 2023     | 1 d'octubre de 2023    |

## Adaptació de manga
El 6 de desembre de 2020, Zag va anunciar que es començaria la serialització d'una adaptació de manga a la revista Monthly Shōnen Sirius de Kodansha a partir del número de març de gener de 2021. El 20 de novembre de 2022, durant la seva conferència a Anime NYC 2022, Kodansha USA va anunciar que tenien llicència del manga en anglès. El 25 de maig de 2023 es va publicar el primer volum del manga en català a càrrec de l'editorial Panini Comics.

### Publicació
| Volum | ISBN                   | Data de publicació     |
| --- | ---------------------- | ---------------------- |
| 01 | ISBN 978-84-1150-291-7 | 25 de maig de 2023     |
| La Marinette és una estudiant de secundària com qualsevol altra. Normalment, és una noia despreocupada i força maldestra, però gràcies al meravellós poder de la seva Kwami es transforma en una superheroïna: la Ladybug! La ciutat de París està controlada pel malvat Esfinx, i la Ladybug, juntament amb el seu fidel company, en Gat Noir, lluitaran per protegir-la!                                                          |                        |                        |
| 02 | ISBN 978-84-1150-403-4 | 27 de juliol de 2023   |
| La Marinette i l’Adrien, transformats en la Ladybug i en Gat Noir, corren pels carrers de París per salvar els seus companys de classe manipulats per l’Esfinx. L’Esfinx es dedica a utilitzar els seus akumes per controlar els habitants de París i aconseguir els prodigis que porten la Ladybug i en Gat Noir. Però, llavors... comença a sospitar que la veritable identitat d’en Gat Noir és la del seu propi fill: l’Adrien. |                        |                        |
| 03 | ISBN 978-84-1150-867-4 | 23 de novembre de 2023 |
| La Ladybug i en Gat Noir són els protectors de París, però les seves veritables identitats són les d'uns estudiants d'institut normals i corrents: la Marinette és una maldestra i la seva companya de classe, la Chloé, sempre la molesta per sortir-se amb la seva; i l’Adrien ni tan sols pot assistir a classe perquè el seu pare és molt estricte... Com van acabar sent superherois?                                          |                        |                        |